# Enrico IV Ventimiglia
Enrico Ventimiglia Clermont, marchese di Geraci (... – Ferrara, 1493), è stato un nobile, politico e militare italiano del XV secolo.

## Biografia
Figlio primogenito di Antonio, II marchese di Geraci, e di Margherita Clermont Orsini dei conti di Copertino, nacque presumibilmente dopo il 1444. Sposò, il 14 agosto del 1469 con dote di 1500 onze d'oro, Eleonora de Luna Cardona, figlia di Antonio, conte di Caltabellotta, dalla quale ebbe cinque figli.
Nel 1474, aiutò il cugino Carlo, figlio dello zio Ferdinando Ventimiglia Prades, barone di Sperlinga, nell'assassinio avvenuto a Palermo ai danni di Cristoforo de Benedictis, maestro secreto del Regno e già giudice della Regia Gran Corte e maestro razionale, e di un suo nipotino, per vendicare la morte del fratello Alfonso, ucciso in duello due anni prima dal figlio del de Benedictis, Pietro. I cugini Ventimiglia, furono condannati a morte e al sequestro dei beni, e perciò fuggirono dalla Sicilia; tuttavia, nel 1475, in ragione dei meriti militari del nonno il Marchese Giovanni, furono perdonati e graziati dal re Ferdinando II d'Aragona.
Il padre Antonio morì nel 1480, ed in quanto primogenito gli succedette nel possesso del Marchesato di Geraci e degli altri feudi, di cui però ottenne investitura senza mero e misto imperio. Successivamente concesso con privilegio regio del 18 luglio 1481. Gli succedette inoltre nella carica di ammiraglio del Regno di Sicilia.
Nel 1481, ebbe uno scontro armato con il nipote Pietro Cardona, conte di Collesano, in un duello avvenuto nella zona delle Petralie. Il motivo della sfida fu la mancata restituzione del castello e della terra di Roccella al Cardona da parte del Marchese di Geraci, che gli doveva come dote alla sorella Maria Ventimiglia, madre del Conte di Collesano. Poiché fin dall'insediamento al trono del regno isolano di Ferdinando, i Ventimiglia ebbero dei contrasti con la Corona d'Aragona, che mirava a ridurre il potere politico nell'isola di alcune famiglie - tra cui gli stessi Marchesi di Geraci - a vantaggio di altre, l'episodio venne abilmente strumentalizzato dal potere viceregio per indebolire ulteriormente la loro posizione.
La situazione cambiò con il temporaneo ritorno in Aragona del viceré Gaspare de Spes nel 1483 - a cui il Ventimiglia fu ostile - e la successiva nomina di Raimondo Santapau, barone di Licodia, e Giovanni Valguarnera, barone di Asaro, a presidenti del Regno, i quali nel 1484 diedero al Ventimiglia l'incarico di capitano d'armi di Palermo, del Val di Mazara e comandante della flotta aragonese-siciliana e napoletana che condusse la guerra d'Otranto contro i Turchi. La sua nomina incontrò l'opposizione del Senato di Palermo, e venuto al corrente di ciò, il Re Ferdinando nel 1485 inviò lo Spes a ricoprire nuovamente la carica di viceré di Sicilia.
Le leggi del Regno di Sicilia proibivano dal 1474 i duelli, ma nonostante non vi furono morti, lo Spes procedette per via giudiziaria contro entrambi i duellanti. Se per il Conte di Collesano le sanzioni furono lievi, nei confronti del Marchese di Geraci il viceré fu particolarmente inflessibile, con la condanna al bando (28 luglio 1485) che comportava confisca dei beni, comminata ai suoi danni; lo Spes infierì contro di lui inviando i propri sgherri a devastare e saccheggiare gli archivi di famiglia, le opere d'arte e i gioielli a Geraci e Castelbuono. Venne inoltre incriminato perché sospettato di essere stato il mandante dell'omicidio di Giovanni di Tocco a Castelbuono, in un agguato organizzato da Muccio Antonio Albamonte, fratello del Barone di Motta d'Affermo, la cui famiglia era molto legata ai Ventimiglia, e, per aver fatto prigioniero il Vescovo di Cefalù.. Sembra invece leggendario l'appoggio dato da Enrico a Pietro Perollo, barone di Pandolfina, nell'attentato contro il futuro suocero Antonio de Luna, svoltosi nel 1458-1459 - il cosiddetto Primo caso di Sciacca - sia per la giovane età di Enrico, all'epoca un ragazzino, sia per i buoni rapporti intrattenuti con i de Luna.
Fuggì dalla Sicilia e riparò a Ferrara, dove fu ospite dei cugini Estensi, ed entrò come studente nella locale università. Morì in esilio nella città emiliana nel 1493.